# Natasha Jonas
Natasha Paula Jonas, MBE (* 18. Juni 1984 in Liverpool) ist eine britische Profiboxerin. Sie ist ehemalige Weltmeisterin der WBO, WBC und IBF im Halbmittelgewicht, sowie ehemalige Weltmeisterin der IBF und WBC im Weltergewicht. Bei den Amateuren war sie unter anderem Teilnehmerin der Olympischen Spiele 2012 in London.

## Amateurkarriere
Jonas begann erst im Alter von 20 Jahren mit dem Boxsport und war Teilnehmerin der Europameisterschaften 2007 und 2009, sowie der Weltmeisterschaft 2008.
Nach dem Gewinn der EU-Meisterschaften 2009 und 2011, gewann sie 2011 auch eine Bronzemedaille bei der EM in Rotterdam, nachdem sie im Halbfinale des Halbweltergewichts gegen Gülsüm Tatar ausgeschieden war. Eine weitere Bronzemedaille gewann sie 2012 im Leichtgewicht bei der WM in Qinhuangdao nach einer Halbfinalniederlage gegen Sofja Otschigawa. Mit diesem Erfolg war sie für die Olympischen Spiele 2012 in London qualifiziert, wo erstmals Frauenboxen ausgetragen wurde. Sie nahm als einzige Britin an den Spielen teil und siegte gegen Quanitta Underwood, ehe sie im Viertelfinale gegen Katie Taylor ausschied.
2013 gewann sie Bronze bei den World Combat Games in Sankt Petersburg und 2014 Silber bei der EM in Bukarest, nachdem sie erst im Finale gegen Anastassija Beljakowa unterlegen war. Nach dem Ausscheiden im Achtelfinale bei den Commonwealth Games 2014 in Glasgow beendete sie ihre Amateurkarriere mit 57 Siegen aus 83 Kämpfen.

## Profikarriere
Nach einer längeren Auszeit wechselte sie im April 2017 in das Profiboxlager, wurde vom britischen Promoter Matchroom unter Vertrag genommen und von Joe Gallagher trainiert.
Nach sechs Siegen in Folge, fünf davon vorzeitig, verlor sie am 4. August 2018 in Cardiff selbst vorzeitig gegen die in der Schweiz lebende Brasilianerin Viviane Obenauf. Nach der Niederlage unterschrieb sie im September 2018 beim Management MTK Global.
2019 gewann sie drei weitere Kämpfe und konnte daraufhin am 7. August 2020 in Brentwood um die WM-Titel der IBO und WBC im Superfedergewicht boxen, wobei sie ein Unentschieden gegen ihre Landsfrau Terri Harper erreichte. In ihrem nächsten Kampf, um die WM-Gürtel der IBF, WBA, WBO und WBC im Leichtgewicht, verlor sie am 1. Mai 2021 in Manchester nach Punkten gegen ihre ehemalige Olympiagegnerin Katie Taylor aus Irland. Im November 2021 wurde sie vom britischen Promoter Boxxer unter Vertrag genommen.
Am 19. Februar 2022 gewann sie dann im Alter von 37 Jahren mit einem Sieg gegen Chris Namus aus Uruguay den vakanten WBO-Weltmeistertitel im Halbmittelgewicht, den sie am 3. September 2022 in Liverpool mit einem Sieg gegen die Schwedin Patricia Berghult mit deren WBC-Titel vereinen konnte. Am 12. November 2022 gewann sie in Manchester mit einem Sieg gegen die Kanadierin Marie-Ève Dicaire zusätzlich den WM-Titel der IBF.
Am 1. Juli 2023 boxte sie im Weltergewicht um den vakanten IBF-Weltmeistertitel und siegte in Manchester gegen die Kanadierin Kandi Wyatt. Am 20. Januar 2024 gewann sie eine Titelverteidigung gegen die US-Amerikanerin Mikaela Mayer.
Am 14. Dezember 2024 gewann sie in Liverpool einen Titel-Vereinigungskampf gegen die kroatische WBC-Weltmeisterin Ivana Habazin, verlor jedoch ihren darauffolgenden Kampf am 7. März 2025 nach Punkten gegen die walisische WBA-Titelträgerin Lauren Price.

## Sonstiges
Für das Jahr 2022 wurde sie vom britischen Dachverband des Profiboxens, British Boxing Board of Control (BBBofC), als erste Frau zur Boxerin des Jahres gewählt. Im Oktober 2023 erhielt sie vom BBBofC als bisher erste schwarze Frau eine Managerlizenz.
Im März 2025 wurde sie aufgrund ihrer sportlichen Erfolge und Wohltätigkeitsarbeiten zur Ehrenbürgerin von Liverpool und im Juni 2025 zum Member (MBE) des Order of the British Empire ernannt.
Sie ist die ältere Schwester der Fußballspielerin Nikita Parris.